# C16H26O2
化学式C16H26O2（摩尔质量：250.376 g/mol）可能指：
- 香紫苏内酯（英语：sclareolide），CAS号：564-20-5
- 2,5-二叔戊基对苯二酚，CAS号：79-74-3
- 山梨酸香茅酯，CAS号：2882195-01-7
- 曲拉通X-100的单体（乙二醇单(对叔辛基苯基)醚），CAS号：2315-67-5
- 十六碳三烯酸
  - hiragonic acid，CAS号：4444-12-6 
  - Manoaic acid，CAS号：52904-22-0 
  - roughanic acid，CAS号：7561-64-0

|  | 这个同类索引页列出了具有相同分子式的化学物（即同分異構體）条目。 除非您是有意链接至本页，否则应将相应条目的内部链接指向正确的条目。 |